# Prix d'écriture Juhana-Heikki-Erkko
Le prix d'écriture Juhana-Heikki-Erkko (en finnois : J. H. Erkon palkinto) est un prix littéraire finlandais créé en 1957.
Son nom est choisi en l'honneur de Juhana Heikki Erkko.

## Description
Le prix est fondé par Sanoma Oy et Nuorisoseuraliike. 
Les organisateurs actuels en sont Mikkelin ammattikorkeakoulu, Suomen Nuoriso-opisto et Suomen Nuorisoseurojen Liitto.
Le nom du prix a été choisi en en mémoire de l'écrivain finlandais Juhana Heikki Erkko.

## Lauréats
| Année | Lauréats | Mentions honorables                                     |
| ----- | --- | ------------------------------------------------------- |
| 1957  | Kalevi Ahoniemi Altti Havas Pirkko Hänninen Anja Juvonen |                                                         |
| 1958  | Oiva Arvola Pentti Fabritius |                                                         |
| 1959  | Teuvo Hahl-Marjokorpi Vuokko Koistinen Jaakko Merivirta Eero Silvasti Eero Vanhatalo |                                                         |
| 1960  | Kauko Aalto Tauno Kalliokulju Jorma Kannila |                                                         |
| 1961  | Kari Aronpuro Reijo Malm Veikko Pietilä |                                                         |
| 1963  | Anja Angel Timo Elo Esko Jämsen Tuukka Kangasluoma Ritva Kapari Seppo Kärkkäinen Sisko Latvus Väinö Mäntylä Juhani Peltonen Yrjö Saarenpää Jyrki Vuori                                                                                    |                                                         |
| 1964  | Kullervo Järvinen Osmo Lahdenperä Pentti Saaritsa |                                                         |
| 1965  | Markku Into Jussi Kylätasku Matti Paloheimo Pekka Virtanen |                                                         |
| 1966  | Aarne Hyvärinen Matti-Juhani Karila Aulikki Oksanen Ulla Pitkonen Panu Rajala Kari Saviniemi Lauri Sipari Pertti Tonteri |                                                         |
| 1967  | Terttu Jurvakainen Kalevi Kalemaa Mattijuhani Koponen Mikko Loikkanen Raine Mäkinen Tarmo Yli-Rajala |                                                         |
| 1968  | Yrjö Hosiaisluoma Manu Teittinen |                                                         |
| 1969  | Martti Issakainen Matti Kanervala Kari-Kalervo Korpela |                                                         |
| 1970  | Ilpo Tiihonen Matti Niemi Ilkka Pitkänen |                                                         |
| 1971  | Erik Gullman Väinö Lesonen Keijo Siekkinen |                                                         |
| 1972  | Merja Huttunen Ilmari Ihalainen Kaarina Valoaalto |                                                         |
| 1973  | Hannu Siekkinen Hannu Ylilehto |                                                         |
| 1974  | Risto Antikainen Matti Pulkkinen |                                                         |
| 1975  | Jöns Carlson Ulla Sievinen |                                                         |
| 1976  | Hannu Aho Olli Jalonen Hannu Kankaanpää Kari Levola Anelma Salo Markku Turunen Jukka Vieno |                                                         |
| 1978  | Leni Matsson Juhani Pusa Timo Pusa |                                                         |
| 1979  | Jari Tervo |                                                         |
| 1980  | Raimo Turunen |                                                         |
| 1981  | Heikki Reivilä Satu Salminiitty |                                                         |
| 1982  | Pamela Mandart Matti Tiisala |                                                         |
| 1983  | Boris Verho |                                                         |
| 1987  | Maria Autio |                                                         |
| 1988  | Tomi Kontio Osku Valve Timo Lappalainen |                                                         |
| 1989  | Annukka Peura Jari Koponen Juhana Majaniemi Sari Malkamäki Salla Syvänne Jyrki Kiiskinen Maria Kontioinen Anna Lehtolainen Markku Kaskela Jaakko Pietikäinen Vesa Heikkinen Jyrki Vainonen Eva-Helena Illonen Petri Tamminen Pasi Torikka |                                                         |
| 1990  | Riikka Ala-Harja Risto Jussila Taija Tuominen Raija Asikainen Irma Hirsjärvi Petri Kosonen |                                                         |
| 1991  | Tommi Parko Johannes Ojansuu Salla Syvänne Kimmo Koivisto Virpi Pahkinen Jari Koponen |                                                         |
| 1992  | Taija Tuominen Niina Repo Panu Räty Jari Kupila Mervi Koskinen Saara Tuomaala Jari Järvelä |                                                         |
| 1993  | |                                                         |
| 1994  | Jukka Ginström Sari Mikkonen Inga Suoniemi-Taipale Marja Kyllönen Saila Susiluoto Ville Ketola |                                                         |
| 1995  | Juhani Koskinen Markku Paasonen Päivikki Länsirinne |                                                         |
| 1996  | Ville Ketola Riikka Takala Teemu Manninen Jiri Oliver Taleva Tarja Lipponen Ari Välilä |                                                         |
| 1997  | Markku Paasonen Johanna Venho Ulla Lehtonen | Teemu Haataja Riikka Kalsi                              |
| 1998  | Antti Tuominen Riikka Ikävalko Katja Alanen | Katariina Numminen Riikka Pelo Päivikki Romppainen      |
| 1999  | Pirjo Tuominen Miira Sippola Anna-Lotta Helin | Marko Hautala Liisamari Lassila Teemu Manninen          |
| 2000  | Jani Saxell Laura Honkasalo Mila Kauppinen | Tiia Jama Maria Peura Markku Pääskynen                  |
| 2001  | Anna-Lotta Helin Olli Sinivaara Katja Meriluoto | Marjo-Hannele Isopahkala Antti Latvala Manne Tuomenoksa |
| 2002  | Jussi Valtonen Riikka Pelo Jaakko Yli-Juonikas | Markus Kalliokivi Mila Kauppinen Mia Surakka            |
| 2003  | Jussi Hyvärinen Miira Sippola Sanna Karlström | Mikko Myllylahti Antti Ritvanen Aki Salmela             |
| 2004  | Kaisu Tuomaala Antti Ritvanen Jarno Siekkinen | Jermu Koskinen Riina Leskelä Tuukka Välimäki            |
| 2005  | Henna Laininen Katariina Kaarlela Miia Tervo | Tuomo Heikkinen Ville Hytönen Antti Ritvanen            |
| 2006  | Johanna Nordling Tuukka Välimäki Hanna Ratilainen | Elisa Salo Antti Ritvanen                               |
| 2007  | Suvi Boon et Lassi Hyvärinen Pekka Jäntti, Anna Saari et Heli Slunga | –                                                       |
| 2008  | Jouni Tikkanen Turkka Hautala Noora Lehtonen | Leena Aunio Nelli Hietala Niina Miettinen               |
| 2009  | Miki Liukkonen Silene Lehto Tiia-Mari Mäkinen | Auli Särkiö Heidi Toivonen                              |
| 2010  | Juhani Karila Titta Minkkinen Ulla Heikkilä | Laura Laitinen Maija Roine Jiri Hartikainen             |
| 2011  | Tanja Seppänen Virve Miettinen Riikka Nyman | Lasse Pouru Ossi Paloneva Kalle Knaapi                  |
| 2012  | Jukka Ahola Marissa Mehr Risto-Matti Matero | Jukka-Pekka Pöyliö Arsi Alenius Piritta Maisala         |
| 2013  | Henri Kauhanen Erkka Mykkänen Antti Faarinen | Mari Laaksonen Antti Lehtinen Pauli Hautala             |
| 2014  | Iida Turpeinen Aino Lappalainen Erkka Mykkänen | Akseli Heikkilä Anni Lappela Salla Toivola              |
| 2015  | Marko Heikkinen Jukka Ahola Klaus Maunuksela | Jussi Kaskinen Antti Lehtinen Essi Pulkkinen            |